# Erik Breukink
Erik Breukink (nascido em 1 de abril de 1964, em Rheden) é um ex-ciclista holandês, que era profissional entre 1985 a 1997. Em 1990, Breukink alcançou o pódio em Paris, terminando em terceiro lugar no Tour de France 1990.